# Roxanne Rapp

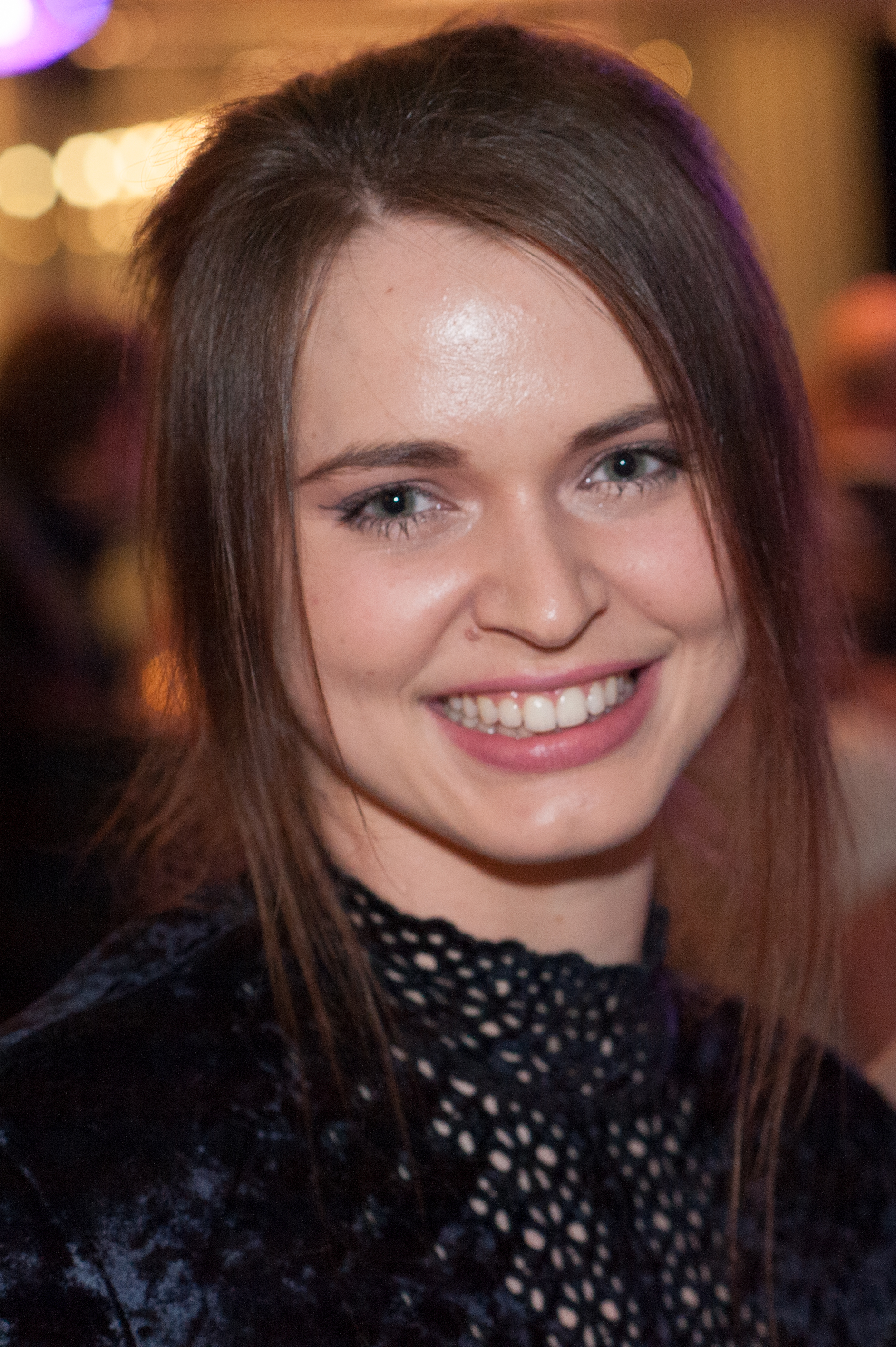
Roxanne Rapp (April 2016)

Roxanne Rapp (* 29. Mai 1993 in Zwettl, Niederösterreich) ist eine österreichische Schauspielerin und Unternehmerin.

## Leben
Roxanne Rapp ist die Tochter des ORF-Moderators Peter Rapp. Mit ihrer Mutter Sabine zog sie Anfang 1996 nach Spanien, wo sie in der Provinz Alicante aufwuchs. Hier besuchte sie eine internationale Schule, welche sie mit der Internationalen Matura abschloss. Danach zog sie nach London, wo sie an einer Schauspielschule den Beruf der Schauspielerin erlernte. Ab Anfang 2013 lebte sie wieder in Österreich. Im Oktober 2013 gründete sie ihr Unternehmen ACES Pokerwear. Ihr erstes Engagement erhielt sie im November 2013 im Kindermusical Curao der Wiener Kinderfreunde. 2014 gewann sie mit ihrem Profi-Tanzpartner Vadim Garbuzov die österreichische Tanzshow Dancing Stars. Seit 2016 lebt sie in Greenwich, wo sie eine Filmproduktionsfirma besitzt.
Sie spricht nach eigenen Angaben Deutsch, Spanisch und Englisch fließend und akzentfrei.